# Deadpool và Wolverine
Deadpool và Wolverine là một bộ phim siêu anh hùng hài hước của Mỹ dựa trên nhân vật Deadpool của Marvel Comics, bộ phim được sản xuất bởi Marvel Studios và Maximum Effort và được phân phối bởi Walt Disney Studios Motion Pictures. Phim được dự định là bộ phim thứ 34 trong Vũ trụ Điện ảnh Marvel (MCU) và là phần tiếp theo của 2 phần phim thuộc 20th Century Fox: Deadpool (2016) và Deadpool 2 (2018). Bộ phim được đạo diễn bởi Shawn Levy, được viết bởi nhóm biên kịch Rhett Reese và Paul Wernick cùng với Zeb Wells, Ryan Reynolds và Levy. Reynolds đóng vai Wade Wilson / Deadpool cùng với Hugh Jackman, Morena Baccarin và Brianna Hildebrand.
Quá trình phát triển phần phim Deadpool thứ ba bắt đầu tại 20th Century Fox vào tháng 11 năm 2016, nhưng đã bị tạm dừng sau khi Disney mua lại công ty hoàn tất vào tháng 3 năm 2019. Quyền kiểm soát nhân vật sau đó được trao cho Marvel Studios, hãng đã bắt đầu phát triển một bộ phim mới với Reynolds trở lại vai diễn. Bộ phim tích hợp Deadpool vào MCU trong khi vẫn giữ nguyên xếp loại R của các phần phim trước. Wendy Molyneux và Lizzie Molyneux-Logelin đã tham gia vào tháng 11 năm 2020 để viết kịch bản. Reese và Wernick được thuê trở lại từ hai bộ phim đầu tiên để viết lại kịch bản vào tháng 3 năm 2022 cùng với sự chỉ đạo của Levy. Việc tuyển diễn viên bổ sung diễn ra vào đầu năm 2023 khi các nhà biên kịch bổ sung được tiết lộ. Quá trình quay phim bắt đầu vào cuối tháng 5 năm 2023 tại London.
Deadpool và Wolverine dự kiến sẽ được phát hành tại Hoa Kỳ năm 2024.

## Vai diễn và diễn viên
- Ryan Reynolds trong vai Wade Wilson / Deadpool: Một lính đánh thuê với khả năng hồi phục nhanh với đầy sẹo nghiêm trọng trên cơ thể sau khi trải qua một cuộc thử nghiệm đột biến tái tạo để điều trị ung thư giai đoạn cuối.[3]
- Hugh Jackman trong vai James "Logan" Howlett/ Wolverine: Dị nhân có khả năng hồi phục và bộ xương bằng Adamantium.[4] Jackman mô tả Logan và Deadpool là kẻ đối lập và thích đối đầu nhau khiến Logan tức giận.[5]
- Chris Evans trong vai Johnny Storm/Human Torch: Một siêu nhân với khả năng điều khiển lửa.
- Rob Delaney trong vai Peter, một thành viên trong đội " X-Force " của Wilson.[6]
- Morena Baccarin trong vai Vanessa Carlysle: Bạn gái của Wilson.[7]
- Matthew Macfadyen  trong vai Paradox: nhân viên của tổ chức TVA.[8]
- Emma Corrin trong vai Casandra Nova: Dị nhân tâm thần vô cùng mạnh mẽ với khả năng ngoại cảm, dịch chuyển vật thể, hồi phục,...[9]
- Leslie Uggams trong vai Blind Al: Bạn cùng phòng lớn tuổi bị mù của Wilson.[10]
- Karan Soni trong vai Dopinder: Người hâm mộ và là tài xế taxi của Wilson.[10]
- Randall Reeder trong vai Buck: Người bạn bí ẩn của Wilson.
- Brianna Hildebrand trong vai Negasonic Teenage Warhead: Một thành viên tuổi teen của X-Men với sức mạnh đột biến có thể kích nổ các vụ nổ nguyên tử từ cơ thể cô ấy.[11]
- Shioli Kutsuna trong vai Yukio: Bạn gái của Negasonic Teenage Warhead và là thành viên X-Men.[11]
- Stefan Kapičić lồng tiếng cho Colossus: Một thành viên của X-Men với khả năng biến toàn bộ cơ thể thành thép hữu cơ.[7]
- Channing Tatum trong vai Remy LeBeau/Gambit: Dị nhân điều khiển năng lượng động học và chiến đấu bằng những lá bài.
- Wesley Snipes trong vai Eric Brooks/Blade: Thợ săn ma cà rồng trứ danh.
- Jennifer Garner trong vai Elektra Natchios/Elektra: Nữ nhẫn giả quái hiệp dũng mãnh.
- Dafne Keen trong vai Laura Howlett/X-23: Con gái nhân bản của Logan trong một vũ trụ/dòng thời gian khác.
- Henry Cavill trong vai "Cavillrine": Biến thể vạm vỡ của Wolverine.
- Blake Lively lồng tiếng cho Wanda Wilson/Ladypool: Biến thể của Deadpool và cầm đầu của Quân Đoàn Deadpool ở Hư không. Christiaan Bettridge thủ vai và đóng thế nhân vật này.
- Matthew McConaughey trong vai Cowboypool: Biến thể Deadpool cao bồi.
- Wunmi Mosaku trong vai B-15: Người điều hành của tổ chức TVA.

## Sản xuất

### Phát triển
Sau thành công của Deadpool (2016), 20th Century Fox bắt đầu phát triển hai phần tiếp theo. Phần phim thứ ba được thiết lập để bao gồm đội siêu anh hùng X-Force. Đạo diễn của Deadpool, Tim Miller, đã chọn không quay lại các phần tiếp theo do sự khác biệt về mặt sáng tạo với ngôi sao Ryan Reynolds, và David Leitch đã được thuê để chỉ đạo Deadpool 2 (2018) vào tháng 11 năm 2016. Fox đang tìm kiếm một nhà làm phim khác để phát triển phần phim thứ ba. Vào tháng 3 năm 2017, đồng biên kịch của Deadpool và Deadpool 2, Rhett Reese cho biết X-Force sẽ được giới thiệu trongDeadpool 2 trước khi góp mặt trong một bộ phim phụ đã được lên kế hoạch sẽ ra mắt "thứ gì đó lớn hơn", tách biệt với bộ phim Deadpool thứ ba sẽ "hợp đồng" và mang tính cá nhân hơn.
Khi việc mua lại 21st Century Fox của Disney được công bố vào tháng 12 năm 2017, Giám đốc điều hành của Công ty Walt Disney, Bob Iger, cho biết Deadpool sẽ được tích hợp với Vũ trụ Điện ảnh Marvel (MCU) được xếp hạng PG-13,  và Disney sẵn sàng làm R được đánh giá cao về phim Deadpool "miễn là chúng tôi cho khán giả biết điều gì sắp xảy ra". Anh ấy nói thêm rằng một "thương hiệu Marvel-R" có thể được phát triển cho những nhân vật như Deadpool. Vào tháng 5 năm 2018, Reynolds cho biết bộ phim Deadpool thứ ba có thể không được thực hiện do nhượng quyền thương mại chuyển trọng tâm sang X-Force,  nhưng Reese và cộng sự viết kịch bản Paul Wernickcảm thấy phần phim thứ ba "chắc chắn" sẽ xảy ra sau khi Reynolds tạm rời xa nhân vật này và bộ phim X-Force được phát hành. Họ so sánh điều này với bộ phim chéo The Avengers (2012) được phát hành giữa Iron Man 2 (2010) và Iron Man 3 (2013).  Leitch bày tỏ sự quan tâm đến việc quay lại với một bộ phim Deadpool khác, tùy thuộc vào "thời gian và địa điểm".. Phần phim Deadpool thứ ba được cho là đang được phát triển tích cực vào tháng 8 năm 2018, với kế hoạch sản xuất diễn ra ở Atlanta, Georgia, thay vì ở Vancouver nơi các phần trước được thực hiện. Ngày xửa ngày xưa , một phiên bản PG-13 củaDeadpool 2 , được phát hành vào cuối năm. Nó đã được Disney và Marvel Studios theo dõi cẩn thận để xem nó có thể thông báo cách tiếp cận của họ với nhân vật trong MCU PG-13 như thế nào.  Trong khi quảng cáo cho Once Upon a Deadpool , Reynolds xác nhận rằng phần phim thứ ba của Deadpool đang được phát triển, và nói rằng nó sẽ đi theo một "hướng hoàn toàn khác";  Reynolds sau đó tiết lộ rằng nó được dự định là một bộ phim du hành theo phong cách Rashomon (1950) và cũng sẽ có nhân vật X-Men của Hugh Jackman là James "Logan" Howlett / Wolverine, trong khi Jackman tiết lộ trước đó anh ấy đã hình dung ra ý tưởng của Reynolds về một bộ phim hợp tác như vậy lấy cảm hứng từ 48 Hrs. (1982) khi đang tham gia buổi chiếu phim Deadpool vào năm 2016, mặc dù đã chính thức từ bỏ vai diễn vào thời điểm đó.  Vào tháng 3 năm 2019, Disney chính thức mua lại Fox và giành được quyền làm phim một số nhân vật Marvel Comics cho Marvel Studios, bao gồm cả Deadpool.  Các bộ phim dựa trên Marvel mà Fox đang phát triển đã bị "tạm dừng".
Josh Brolin tiết lộ vào tháng 6 năm 2019 rằng anh ấy đã nhiều lần thảo luận về tương lai của mình với tư cách là Cable với Marvel Studios, sau khi đóng vai chính nhân vật đó trong Deadpool 2 đồng thời đóng vai Thanos trong MCU. Vào tháng 10, Zazie Beetz cho biết cô sẽ rất ngạc nhiên nếu không đóng lại vai Domino trong Deadpool 2 trong một bộ phim trong tương lai. Tháng đó, Reese và Wernick cho biết họ và Reynolds đang "nghỉ ngơi rất cần thiết sau Deadpool" trong khi chờ tin từ Marvel Studios về tương lai của loạt phim. Họ xác nhận rằng một bộ phim Deadpool khác sẽ được thực hiện, nó sẽ được xếp loại R giống như những bộ phim trước đó và nó sẽ tích hợp nhân vật này với MCU. Wernick tuyên bố rằng chưa bao giờ có thời gian cố định cho phần phim Deadpool thứ ba giữa lúc họ kiệt sức sau khi hoàn thành Deadpool 2và thông báo về việc Disney mua lại Fox, Reese nói thêm rằng giờ đây họ phải "đạt được ý tưởng phù hợp và một khi chúng tôi làm được, tôi nghĩ chúng tôi sẽ bắt đầu cuộc đua." Các nhà biên kịch cảm thấy sẽ có nhiều nhân vật hơn trong MCU để đóng vai trò là lá chắn cho Deadpool so với các lựa chọn hạn chế của họ trong số các nhân vật mà Fox đã kiểm soát trong các phần phim trước.  Vào thời điểm đó, Reynolds tiết lộ rằng anh ấy đang gặp gỡ với Marvel Studios. Vào tháng 12, Reynolds xác nhận rằng anh và "cả nhóm" đang tích cực phát triển một bộ phim Deadpool tại Marvel Studios.  Reynolds sau đó tiết lộ rằng anh ấy đã thúc giục Feige đưa Wolverine vào phim vào thời điểm đó, mặc dù đã được thông báo rằng "khi đó thì không thể".
Trong suốt tháng 10 năm 2020, Reynolds và Marvel Studios đã gặp gỡ các nhà biên kịch tiềm năng cho bộ phim Deadpool tiếp theo, với Wendy Molyneux và Lizzie Molyneux-Logelin được thuê để viết kịch bản vào tháng 11 năm đó. Reynolds và Marvel Studios cảm thấy lời giới thiệu của các nhà biên kịch phù hợp với ý định riêng của họ đối với bộ phim, bộ phim sẽ vẫn được xếp hạng R. Reynolds và Marvel Studios đã sẵn sàng để Leitch trở lại với bộ phim, nhưng anh ấy không được mong đợi sẽ làm như vậy do các cam kết khác trong suốt năm 2021 và không tham gia vào việc thuê biên kịch. Leitch xác nhận rằng anh ấy đã gặp Marvel cho bộ phim, nhưng cả hai đều hiểu rằng lịch trình và các cam kết khác sẽ ngăn cản anh ấy quay lại.  Vào tháng 1 năm 2021, chủ tịch Marvel Studios Kevin Feigetái khẳng định rằng bộ phim sẽ có xếp hạng R và sẽ lấy bối cảnh trong MCU. Reynolds đang giám sát quá trình viết kịch bản vào thời điểm đó và Feige cho biết việc quay phim sẽ không bắt đầu cho đến sau năm 2021 do lịch trình bận rộn của Reynolds. Anh ấy gọi Deadpool là "một kiểu nhân vật rất khác" cần có trong MCU. Tháng 7 năm đó, Reynolds và Taika Waititi đã quảng cáo cho bộ phim Free Guy (2021) của họ bằng cách lần lượt xuất hiện với tư cách là nhân vật MCU của Deadpool và Waititi là Korg trong một quảng cáo cho bộ phim đó có tựa đề là Deadpool và Korg React . Deadpool thảo luận về việc gia nhập MCU với Korg trong quảng cáo. Tháng sau, Reynolds cho biết anh dự kiến quay phim vào năm 2022, mà Feige đã sớm xác nhận. Anh ấy cho biết Marvel Studios đã nghĩ đến khung thời gian phát hành cho bộ phim và chỉ ra rằng Reynolds cũng đang thực hiện kịch bản. Vào tháng 11, Beetz và Rob Delaney bày tỏ sự quan tâm đến việc trở lại với vai hai nhân vật Domino và Peter trong Deadpool 2 của họ cho các bộ phim trong tương lai,  trong khi Reynolds nói rằng họ đang "cắm đầu" vào bộ phim.
Shawn Levy được tiết lộ sẽ đạo diễn bộ phim vào tháng 3 năm 2022, trước đó đã từng đạo diễn Reynolds trong Free Guy và The Adam Project (2022). Reese và Wernick cũng được thuê để viết lại kịch bản. Levy cho biết việc quay phim sẽ không bắt đầu cho đến sau năm 2022 do lịch trình bận rộn của anh ấy trong suốt thời gian còn lại của năm. Cuối tháng đó, Reynolds xác nhận rằng công ty sản xuất Maximum Effort của anh sẽ đồng sản xuất bộ phim. Reese và Wernick đã nói vào tháng 6 rằng họ rất hào hứng khi sử dụng các yếu tố của MCU làm bối cảnh cho bộ phim, đồng thời nói rằng Disney và Marvel ủng hộ những trò đùa về MCU mà họ viết cho Deadpool sau thành công trong hai phần trước. phim. Khi được hỏi liệu họ đang làm việc trên một kịch bản mới hoàn toàn hay đang làm lại kịch bản trước đó của chị em nhà Molyneux, Reese và Wernick từ chối xác nhận, lưu ý rằng đã có "câu trả lời" nhưng không muốn tiết lộ chi tiết cốt truyện.  Cũng vào thời điểm đó, Raymond Chan được tiết lộ là nhà thiết kế sản xuất, sau khi trước đó đã làm việc cho loạt phim Marvel Studios The Falcon and the Winter Soldier (2021).  Reese cũng nói rằng bộ phim sẽ là một con cá mắc cạncâu chuyện cho Deadpool, trong đó anh ta sẽ là một kẻ mất trí bị rơi vào "thế giới rất lành mạnh" của MCU. Vào tháng 7, Feige cho biết bộ phim sẽ được nâng cấp theo cách tương tự như các phần ba khác của loạt phim MCU, chẳng hạn như Captain America: Civil War (2016), Thor: Ragnarok (2017) và Avengers: Infinity War (2018) và nói rằng thật vui khi được làm việc với Reynolds.

### Tiền kỳ
Vào giữa tháng 8 năm 2022, Jackman quyết định thực hiện phần phim Deadpool thứ ba với ý tưởng của Reynolds khi đang đi trên đường, và anh ấy đã liên lạc với Reynolds về việc tham gia bộ phim với vai Wolverine cùng thời điểm Reynolds đang chuẩn bị đóng phim. gặp Feige về nó. Reynolds đã liên tục đưa ra ý tưởng hợp tác cho bộ phim với Jackman trong những năm trước. Reynolds đã thông báo vào tháng 9 rằng Jackman sẽ trở lại với vai Wolverine cho Deadpool 3, cùng với ngày phát hành của bộ phim được ấn định vào ngày 6 tháng 9 năm 2024. Reynolds và Jackman đã sớm làm rõ rằng bộ phim sẽ không can thiệp vào các sự kiện của Logan (2017), trong đó nhân vật chết và thay vào đó sẽ là "tách biệt", và xảy ra trước Logan. Jackman cho biết sự trở lại của Logan sẽ là kết quả của một thiết bị tường thuật mà Marvel Studios đã nghĩ ra có thể được sử dụng để di chuyển theo các mốc thời gian và sẽ không can thiệp vào các sự kiện của Logan, điều quan trọng đối với anh;  anh ấy cũng đã liên hệ vớiđạo diễn James Mangold của Logan để thông báo cho ông ấy rằng câu chuyện của Deadpool 3 sẽ không can thiệp vào Logan.
Công việc tiền sản xuất đã bắt đầu từ tháng 10 năm 2022, khi việc quay phim dự kiến bắt đầu vào tháng 1 năm 2023, trước khi việc phát hành bị lùi lại đến ngày 8 tháng 11 năm 2024  Jackman chỉ ra rằng bộ phim có thể không có tiêu đề Deadpool 3, được gọi là vào thời điểm đó.  Reynolds cho biết vào tháng 11 rằng việc quay phim sẽ bắt đầu ngay trước giữa năm 2023, trong khi Collider thông báo dự kiến quay phim vào khoảng tháng 4 đó.. Reynolds khi đó gọi bộ phim là "Phim Deadpool/Người Sói". Levy cho biết vào tháng sau rằng việc phát triển bộ phim là một trong những "trải nghiệm sáng tạo thú vị nhất" của anh ấy, với lý do nhận thức về bản thân, bạo lực và ngôn ngữ thô tục. Anh ấy tiết lộ rằng việc quay phim sẽ bắt đầu vào tháng Năm. Jackman sau này gọi bộ phim là Wolverine và Deadpool. Đến tháng 2 năm 2023, Patrick Stewart, người đóng vai Charles Xavier trong loạt phim X-Men và đóng lại vai này trong phim MCU Doctor Strange in the Multiverse of Madness (2022), đã được tiếp cận để có khả năng xuất hiện trong phim ảnh. Cuối tháng đó, Emma Corrintham gia dàn diễn viên trong một vai phản diện chính không được tiết lộ. Marvel đã cân nhắc Corrin cho vai diễn này từ cuối năm 2022, nhưng phải giải quyết các vấn đề về lịch trình với các cam kết khác của họ trước khi họ ký hợp đồng. Levy được tiết lộ sẽ sản xuất bộ phim cùng với Feige và Reynolds. Quá trình quay phim sau đó được ấn định diễn ra ở London.
Vào tháng 3 năm 2023, có thông tin cho rằng Cơ quan quản lý phương sai thời gian, Mobius M. Mobius (do Owen Wilson thể hiện) và Miss Minutes (do Tara Strong lồng tiếng), sẽ góp mặt trong phim.  Cuối tháng đó, Matthew Macfadyen tham gia dàn diễn viên với một vai không được tiết lộ,  được mô tả là "bánh xe thứ ba" của Deadpool và Wolverine,  trong khi Karan Soni và Leslie Uggams được tiết lộ sẽ đóng lại vai của họ. vai Dopinder và Blind Al trong các phần phim Deadpool trước đó.Zeb Wells đã đồng viết kịch bản vào thời điểm đó,  sau khi trước đó từng là biên kịch cho loạt phim MCU She-Hulk: Attorney at Law (2022) và phim The Marvels (2023), đồng thời là biên kịch chính của loạt phim Marvel Zombies (2024).  Vào đầu tháng 4, Morena Baccarin tiết lộ rằng cô đã được yêu cầu đóng lại vai Vanessa và đang đàm phán với Marvel Studios để thực hiện điều đó.  Cô ấy đã được thiết lập để tiếp tục vai trò của mình vào cuối tháng đó cùng với Stefan Kapičić trở lại để lồng tiếng cho Colossus. Tháng sau, Delaney được tiết lộ sẽ đóng lại vai Peter từ Deadpool 2 , khi Reynolds và Levy được tiết lộ là cũng đã làm việc trên kịch bản.  Cuối tháng 5, Brianna Hildebrand và Shioli Kutsuna được tiết lộ sẽ đảm nhận vai trò tương ứng của họ là Negasonic Teenage Warhead và Yukio.

### Quay phim
Chụp ảnh chính bắt đầu vào ngày 22 tháng 5 năm 2023, tại Luân Đôn, với George Richmond là nhà quay phim. Trước đó dự kiến bắt đầu vào tháng 1 năm 2023,  và sau đó vào khoảng tháng 4 năm 2023. Việc quay phim dự kiến sẽ không bị ảnh hưởng bởi cuộc đình công năm 2023 của Hiệp hội Nhà văn Hoa Kỳbắt đầu vào đầu tháng 5 năm 2023, ngoài việc Reynolds không thể đóng góp vào kịch bản trong quá trình quay phim, như anh ấy đã làm trong hai phần phim trước, theo quy tắc đình công. Marvel Studios được cho là đang lên kế hoạch quay những gì họ có thể trong quá trình chụp ảnh chính và thực hiện mọi điều chỉnh cần thiết về văn bản trong quá trình quay lại đã được lên lịch của bộ phim. Levy đã làm việc với Marvel Studios và những người sáng tạo loạt phim Stranger Things của Netflix (trong đó Levy là nhà sản xuất điều hành) để cho phép anh ấy đạo diễn ít nhất một tập của mùa cuối cùng của loạt phim đó, vì anh ấy biết rằng lịch trình đã lên kế hoạch cho Deadpool và Wolverine sẽ trùng với quá trình sản xuất Stranger Things trước khi phần sau bị trì hoãn vì cuộc đình công của các nhà văn.

## Phát hành
Deadpool và Wolverine được phát hành tại Hoa Kỳ vào 26/7/2024.